# Piotr Głogowski (duchowny)

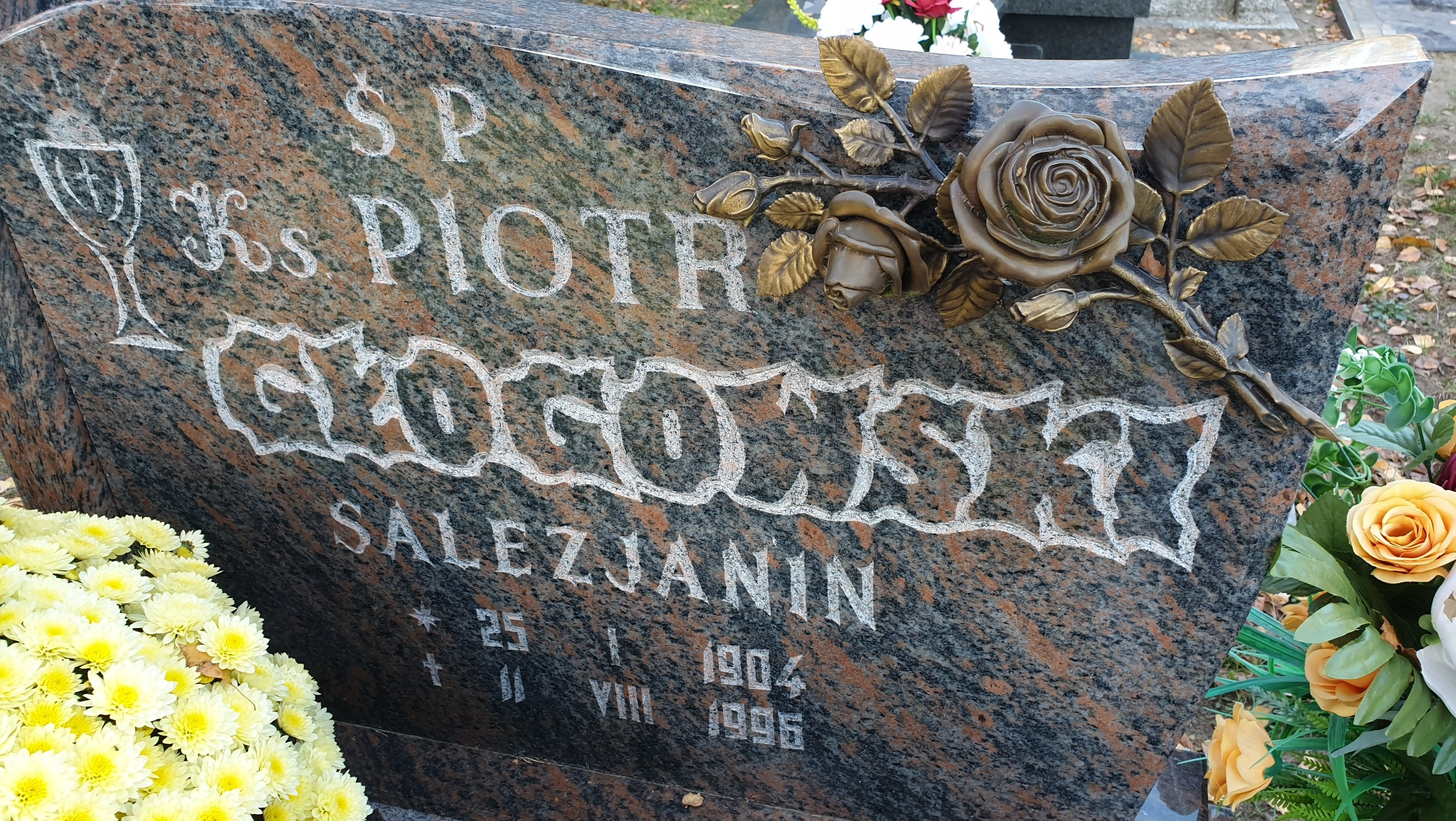
Grób księdza Piotra Głogowskiego

Piotr Głogowski, SDB (ur. 25 stycznia 1904 w Laskowie koło Jędrzejowa, zm. 11 sierpnia 1996 w Kobylance) – polski ksiądz katolicki, salezjanin, proboszcz parafii św. Antoniego z Padwy w Kobylance w latach 1948–1967.

## Życiorys

### Dzieciństwo i młodość
Piotr Głogowski urodził się 25 stycznia 1904 w Laskowie koło Jędrzejowa w rodzinie chłopskiej Józefa Głogowskiego i Katarzyny z domu Jopek. 31 stycznia 1904 w Jędrzejowie w kościele pw. Świętej Trójcy został ochrzczony. W kościele pw. bł. Wincentego Kadłubka przyjmował kolejne sakramenty święte. Miał sześcioro rodzeństwa – trzech braci i trzy siostry. Rodzina utrzymywała się z ciężkiej pracy na roli. W religijnej atmosferze domu rodzinnego pogłębił swoją wiarę, co było powodem jego wyboru przyszłej drogi życia kapłańskiego.

### Nauka, praca
W 1915 rozpoczął naukę w szkole powszechnej, w której uczył się przez kolejne cztery lata przypadające na okres I wojny światowej. W 1919 po jednorocznym kursie przygotowawczym zdał egzamin do Państwowego Seminarium Nauczycielskiego w Jędrzejowie, które ukończył w 1925 z egzaminem maturalnym. Otrzymał oprócz średniego wykształcenia ogólnego także przygotowanie zawodowe i pedagogiczne. Po ukończeniu seminarium nauczycielskiego został mianowany przez Inspektorat Szkolny w Opocznie nauczycielem etatowym i został skierowany do Gwarka koło Przysuchy na stanowisko kierownika szkoły z dniem 5 października 1925.

### Kapłaństwo
W 1931 wstąpił do Wyższego Seminarium Duchownego w Łodzi. 6 marca 1933 w seminarium łódzkim przyjął tonsurę, a 29 marca 1934 niższe święcenia ostariatu i lektoratu. Po czterech latach studiów seminaryjnych zachorował na zapalenie płuc i zmuszony był na rok przerwać studia, na które wrócił tylko na kilka miesięcy. Prosił Boga o pomoc przez wstawiennictwo św. Jana Bosko. Wierzył, iż jego prośby zostały wysłuchane, gdyż uzdrowienie było całkowite i trwałe. Wówczas poprosił o przyjęcie do Zgromadzenia Salezjańskiego, gdzie odbył nowicjat w Czerwińsku. W latach 1936–1937 odbył w zakładzie salezjańskim w Jaciążku aspiranturę. 24 października 1937 uczestniczył w uroczystości obłóczyn podczas których z rąk ks. inspektora Stanisława Pływaczyka otrzymał sutannę. Pierwsze śluby złożył 2 sierpnia 1938, które poprzedzone zostały tygodniowymi rekolekcjami, od tego momentu stał się członkiem Towarzystwa Salezjańskiego. Jako kleryk został skierowany do Różanegostoku na praktykę duszpastersko-wychowawczą, zwaną w formacji salezjańskiej asystencją. Został wyznaczony na wychowawcę w Gimnazjum i Liceum Salezjańskim im. Piusa XI. W Różanymstoku zastał go wybuch II wojny światowej. W latach 1940–1941 skończył studia teologiczne w Krakowie i 19 października 1941 w Kielcach, z rąk bp. Franciszka Sonika przyjął święcenia kapłańskie po których przebywał w domu rodzinnym i pomagał w parafii pw. bł. Wincentego Kadłubka, która funkcjonowała przy klasztorze Cystersów. Następnie pracował jako katecheta i wychowawca w zakładzie salezjańskim w Kielcach. W latach 1946–1947 był rektorem kościoła pw. Najświętszego Serca Pana Jezusa w Gdańsku Oruni, który znajdował się na terenie parafii pw. św. Ignacego. Pełnił tam także obowiązki przełożonego domu zakonnego, który przynależał do wspólnoty salezjańskiej w Rumi. Po roku pracy w Gdańsku przełożeni skierowali go ponownie do Rumi, a następnie do Kutna. W 1948 poczynił starania o podjęcie pracy duszpasterskiej w parafii w Kobylance, którą wcześniej odwiedził.
W marcu 1948 decyzją ks. inspektora Stanisława Rokity przybył do Kobylanki, gdzie rozpoczął pracę duszpasterską jako kapłan Towarzystwa Salezjańskiego. Parafia liczyła wówczas 1300 katolików. 29 listopada 1957 do parafii, gdzie był proboszczem, przybył z wizytą duszpasterską kard. Stefan Wyszyński. Integrował parafian przybyłych ze Wschodu: z Wileńszczyzny i Tarnopolskiego, a także z Polski Centralnej, z Kieleckiego, z okolic Piotrkowa i Częstochowy. W 1958 zorganizował w parafii pierwsze misje święte. W kolejnych latach organizował liczne pielgrzymki na ważne wydarzenia związane z Sacrum Poloniae Millenium, czy też z peregrynacją Matki Bożej Jasnogórskiej po Polsce. Uczestniczył wraz z parafianami w uroczystościach w Szczecinie, Gorzowie, gdzie gościł prymas Wyszyński. We własnej zakonnej formacji Towarzystwa św. Franciszka Salezego przez pewien czas sprawował funkcję wicedziekana. Proboszczem w parafii pod wezwaniem św. Antoniego z Padwy był przez 19 lat. Następnie w tej samej parafii pomagał kolejnym swoim następcom w duszpasterstwie. W 1979 został przez władze państwowe odznaczony Złotym Krzyżem Zasługi. W roku 1988 obchodził 40. lecie pobytu w Kobylance. W 1991 obchodził jubileusz 50. lecia kapłaństwa, uroczystej mszy świętej przewodniczył wówczas bp Jan Gałecki. Posługę sakramentalną pełnił dalej, jako kapłan w parafii pw. św. Antoniego w Kobylance, aż do swej śmierci w 1996.

### Ostatnie lata życia
Uczył religii do 89. roku życia – w przedszkolu i w najmłodszych klasach szkoły podstawowej. Posługiwał także jako ojciec duchowny i spowiednik wspólnoty salezjańskiej okręgu szczecińskiego oraz księży z dekanatu. Uboższe rodziny wspierał materialnie. Zmarł 11 sierpnia 1996, uroczystości żałobne odbyły się 14 sierpnia w parafii św. Antoniego w Kobylance.

## Upamiętnienie
16 marca 1998 uchwałą Rady Gminy Kobylanka zmieniono nazwę ulicy przy plebanii z Leśnej na ulicę, której jest patronem. 9 czerwca 2018 z okazji 70. lecia parafii abp dr Jan Pawłoski poświęcił jego pomnik. Formował swoich parafian w kulcie Prymasa Wyszyńskiego. Zachęcał do nieustannych modlitw w intencji beatyfikacji prymasa, która odbyła się 12 września 2021, a 18 września 2021 kościół św. Antoniego z Padwy, gdzie był pierwszym proboszczem, otrzymał tytuł drugiego patrona – bł. Stefana Wyszyńskiego i został archidiecezjalnym sanktuarium błogosławionego.

## Odznaczenia
- Złoty Krzyż Zasługi (28.07.1979)[22]